# Клийрлейк (град, Калифорния)
Клийрлейк (на английски: Clearlake) е град в окръг Лейк, щата Калифорния, САЩ. Клийрлейк е с население от 15 066 жители (по приблизителна оценка от 2017 г.) и обща площ от 27,5 km². Намира се на 432 m надморска височина. ЗИП кодовете му са 95422, а телефонният му код е 707.